# Хуовинен, Вейкко
Вейкко Иоганнес Хуовинен (фин. Veikko Johannes Huovinen; 7 мая 1927[…], Симо, Оулу — 4 октября 2009[…], Соткамо, Оулу) — финский писатель
.

## Биография
Родился 7 мая 1927 года в Симо, в Лапландии. Учился в Высшей школе в Каяани, но прервал обучение из-за мобилизации 1944 года. Участвовал в качестве добровольца-зенитчика на заключительных этапах Советско-финской войны (1941—1944).
В 1946 году продолжил учёбу в Хельсинкском университете, получил квалификацию лесовода на Факультете сельского хозяйства и лесоводства университета (1952). Работал лесником с 1953 по 1956 год.
Умер 4 октября 2009 года в Соткамо от рака поджелудочной железы.

## Творчество
Дебютировал в литературе, сочиняя рассказы для газет. В Вуокатти им был издан сборник рассказов «Мышь» (1950), его первая работа в качестве писателя. Помимо литературного творчества, также работал редактором книг и автором текстов для иллюстрированных произведений.
Прозаика называют продолжателем традиций знаменитых финских писателей Йоэля Лехтонена и Илмари Кианто, а также «финским Чеховым».
Считается одним из самых популярных прозаиков Финляндии 1950—1960-х годов. Автор 37 книг, большинство из которых пропитано своеобразным «чёрным юмором» (в том числе на политические темы). Произведения автора отличают хорошее чувство юмора и оригинальный стиль. В его работах большое внимание уделяется описанию природы и жизни простого финского народа.
Наиболее известные романы и сборники рассказов писателя: «Мыслитель из Хавукка-ахо», «Мышь», «Хапуги», «Зимний турист», «Свободные отношения», «Собачий цирюльник», «Министр по делам окружающей среды» и «Преподаватель математики».

## Избранные произведения
- Hirri, novelleja suurista metsistä, WSOY 1950
- Havukka-ahon ajattelija, WSOY 1952
- Ihmisten puheet, WSOY 1955
- Rauhanpiippu, WSOY 1956
- Hamsterit, WSOY 1957
- Siintävät vuoret, WSOY 1959
- Konstan Pylkkerö, WSOY 1961
- Kylän koirat, WSOY 1962
- Kuikka, WSOY 1963
- Talvituristi, WSOY 1965
- Lemmikkieläin. Fantasia ihmisistäni, WSOY 1966
- Lyhyet erikoiset, WSOY 1967
- Pohjoiset erätarinat, WSOY 1967
- Mikäpä tässä, WSOY 1969
- Tapion tarhat. Metsäpoliittista tarkastelua, Otava 1969
- Lampaansyöjät. Suomalainen reippailutarina, WSOY 1970
- Veitikka|Veitikka — A. Hitlerin elämä ja teot, WSOY 1971
- Rasvamaksa, WSOY 1973
- Pylkkäs Konsta mehtäämässä ja muita erätarinoita, Otava 1975
- Humusavotta. Kirjailijan päiväkirja 1974 — 75, Otava 1976
- Kainuun kuvia, kuvat Jorma Komulainen, Helsinki 1976
- Ronttosaurus, novelleja, Otava 1976
- Lentsu. Kertomus suomalaisten räkätaudista, Otava 1978
- Koirankynnen leikkaaja, Otava 1980
- Suomen saloilla. Kertomuksia ja perimätietoa savotoilta ja uittopurojen varsilta, Helsinki 1981
- Ympäristöministeri. Ekotarinoita, Otava 1982
- Puukansan tarina, Otava 1984
- Seitsemän sinisen takana, Otava 1986
- Matikanopettaja. Littlejuttuja eri aihelmista, Otava 1986
- Joe-setä — Aikalaisen kertomuksia Josef Stalinista, WSOY 1988
- Kasinomies Tom, Otava 1990
- Kukuskat, WSOY 1993
- Pietari Suuri hatun polki, WSOY 1995
- Porsaan paperit, eläinaiheiset erikoiset, WSOY 1999
- Sinisilmäinen ohjus, WSOY 2003
- Kolme viiksiniekkaa, mahtimiestrilogia, WSOY 2003
- Konsta Pylkkänen etsii kortteeria, WSOY 2004

Произведения автора неоднократно экранизировались. Последний раз в 2010 году.
- Поглотитель овечек (1972), реж. Сеппо Гуунонен
- Hamsterit (MTV 1982), реж. Паули Виртонен
- Lentsu (MTV 1990), реж. Паули Виртонен
- Собачий когтерез (2004) реж. Маркку Пёлёнен (фильм удостоен кинопремии «Юсси» в пяти номинациях: лучший фильм, режиссура, главная мужская роль, сценарий и кинооператорская съёмка)
- Мыслитель из Гавукка-аго (Havukka-ahon ajattelija, 2010), реж. Карри Вяонянен

## Награды
- Государственная премия по литературе (1953, 1967, 1981)
- премия им. Алексиса Киви (1970)
- В 1999 году за заслуги перед финской литературой ему было присвоено звание почётного профессора.
- премия Юсси (в пяти категориях, включая лучший фильм, лучшую мужскую роль и лучшую режиссуру, 2005)
- Pro Finlandia (1969)